# Robert Boutigny
Robert Paul Boutigny (ur. 24 lipca 1927 w Villeneuve-le-Roi, zm. 22 lipca 2022 w Fréjus) – francuski kajakarz, kanadyjkarz. Brązowy medalista olimpijski z Londynu (1948).
Brał udział w dwóch igrzyskach olimpijskich (IO 48, IO 52). W 1948 zajął trzecie miejsce w kanadyjkowej jedynce na dystansie 1000 metrów. W 1950 zdobył w tej konkurencji srebrny medal mistrzostw świata i złoty na dystansie 10 000 metrów. 